# Campbell Addy
Campbell Addy, né le 19 mars 1993,  est un photographe, cinéaste et artiste britannique d'origine ghanéenne. Il est connu pour travailler avec un grand nombre de clients de la mode, comme Calvin Klein et bien d'autres. En 2021, il a rejoint la liste Forbes 30 Under 30,.

## Jeunesse
Addy est né et a grandi dans le sud de Londres. Ses parents se sont séparés pendant son enfance et il a été élevé par sa mère Témoin de Jéhovah dans une communauté à faible revenu,.
À l'âge de 17 ans, le frère d'Addy a révélé l'orientation sexuelle de Campbell à leur mère après avoir découvert une photo de Campbell et de son petit ami dans sa chambre. Craignant d’être envoyé vivre avec son père musulman au Ghana, Addy s’est enfui de chez lui. Il a été recueilli par l'Albert Kennedy Trust et ensuite placé en famille d'accueil chez Richard Field, un artiste gay vivant dans le sud de Londres. Addy s'est depuis réconcilié avec sa famille.
En 2010, Addy a été chargé de réorganiser la bibliothèque de l'école, où il a découvert les livres de Nick Knight, Norman Parkinson et Irving Penn et a réalisé la possibilité d'utiliser la photographie de manière artistique,.
Addy étudie la communication de mode à Central Saint Martins, où il comprend qu'il veut devenir photographe après une conversation encourageante avec son ami Ib Kamara. Au cours de sa dernière année d'études, il lance son propre magazine et l'agence Nii Journal and Nii Agency,.

## Carrière
Campbell Addy a travaillé avec un certain nombre de clients de la mode, notamment Off-White, Calvin Klein et MAC. Il a photographié des couvertures de magazines pour WSJ, Time, The Cut, Dazed et Rolling Stone, et a photographié Tyler, the Creator, FKA Twigs, Naomi Campbell, Beyonce et Edward Enninful.
Le travail d'Addy a été exposé à Londres, Paris, Melbourne, New York, Oslo et au Qatar, dans le cadre d'expositions telles que The New Black Vanguard au Saatchi, Get Up Stand Up Now! À Somerset House et MAJOR au 180 Strand.
Addy a été inclus dans le Forbes 30 Under 30 et les New Wave British Fashion Awards en 2018 et 2019.
Sa première monographie, Feeling Seen: the Photographs of Campbell Addy,est publiée en 2022.

## Expositions
- I love Campbell (stylized as I ♡ Campbell), 180 the Strand, Londres, 2023
- New School Represents: MAJOR, 180 the Strand, Londres, 2022 [14]
- Campbell Addy: The British Fashion Council x British Embassy exhibition, Paris, 2022[réf. nécessaire]
- Haute Photographie, Amsterdam Museumsquare, Amsterdam, 2022[réf. nécessaire]
- The New Black Vanguard, Saatchi Gallery, Londres, 2022 [15]
- Feeling Seen, Protein studios, Londres, 2022[réf. nécessaire]
- The New Black Vanguard avec Aperture,  Rencontres d'Arles, Arles, 2021[16]
- The New Black Vanguard avec Aperture, Tasweer Photo Festival, Qatar, 2021[17]
- The New Black Vanguard avec Aperture, Bunjil Place Gallery, Melbourne, 2020 [18]
- The Hoodie, Het Nieuwe Instituut, Rotterdam, 2019 - 2020[19]
- Get Up Stand Up Now!, Somerset House, Londres, 2019[réf. nécessaire]
- Matthew 7:7 & 8,  2017[réf. nécessaire]

## Publications
- Feeling seen: The Photographs of Campbell Addy, 2022,  (ISBN 9783791388465)
- Niijournal III, 2018
- Unlocking Seoul, 2017
- Niijournal II, 2017 [20]
- Niijournal I, 2016

## Prix et reconnaissances
- The Agent's Club Awards (2020)[réf. nécessaire]
- Lovie Awards (2019)[réf. nécessaire]
- Creative Review - Zeitgeist Award (2017, 2018)[réf. nécessaire]
- Africa Media Works Photography Prize  (2018)[réf. nécessaire]
- Stacks Best Magazine of the Year Award  (2017)[réf. nécessaire]
- Dazed 100 (2017)[21]
- British Fashion Awards : New Wave Creative (2018, 2019)[22], Isabella Blow Award for Fashion Creator (2023)[23]
- Nowness Award (2019)[24]
- Forbes 30 Under 30 (2021)[25]
- Prix RPS ( The Royal Photographic Society ) pour la photographie de mode, de publicité et commerciale (2024)